# Begraafplaats van Essars
De Begraafplaats van Essars is een gemeentelijke begraafplaats gelegen in de Franse gemeente Essars (departement Pas-de-Calais). De begraafplaats ligt aan de Rue du 11 Novembre op 530 m ten noordoosten van het dorpscentrum (Église Saint-Jacques). Ze heeft een onregelmatig grondplan en wordt omgeven door een bakstenen muur en aan de straatzijde door een draadafsluiting. De toegang bestaat uit een tweedelig traliehek tussen bakstenen zuilen.

## Britse oorlogsgraven
Aan de straatzijde van de begraafplaats ligt rechts van de toegang een perk met 18 Britse gesneuvelde militairen uit de Tweede Wereldoorlog. Vijf van hen konden niet meer geïdentificeerd worden. Zij sneuvelden tijdens de gevechten tegen het oprukkende Duitse leger in mei 1940. Hun graven worden onderhouden door de Commonwealth War Graves Commission en staan er geregistreerd onder Essars Communal Cemetery.